# Garcinia klabang
Garcinia klabang là một loài thực vật có hoa trong họ Bứa. Loài này được Miq. mô tả khoa học đầu tiên năm 1861.